# Cuadrilla de Añana
Cuadrilla de Añana (bask. Añanako Kuadrilla) – comarca w Hiszpanii, w Kraju Basków, w prowincji Álava. Jej siedzibą jest Ribera Baja.
Jej powierzchnia wynosi 693,2 km².

## Podział administracyjny
Cuadrilla de Añana dzieli się na 10 gmin:
- Añana
- Armiñón
- Berantevilla
- Iruña de Oca/Iruña Oka
- Kuartango
- Lantarón
- Ribera Alta/Erriberagoitia
- Ribera Baja/Erribera Beitia
- Valdegovía
- Zambrana